# Ардезио
Ардезио (итал. Ardesio) је насеље у Италији у округу Бергамо, региону Ломбардија.
Према процени из 2011. у насељу је живело 2315 становника. Насеље се налази на надморској висини од 577 м.

## Становништво
Према резултатима пописа становништва 2011. у општини је живело 3.632 становника.
| 1931. | 1936. | 1951. | 1961. | 1971. | 1981. | 1991. | 2001. | 2011. |
| ----- | ----- | ----- | ----- | ----- | ----- | ----- | ----- | ----- |
| 3.187 | 2.782 | 3.460 | 3.545 | 3.471 | 3.641 | 3.670 | 3.702 | 3.632 |

## Партнерски градови
- Ardez